# Begonia sect. Enita
Begonia secc. Enita es una sección del género Begonia, perteneciente a la familia de las begoniáceas, a la cual pertenecen las siguientes especies:

## Especies
| - Begonia convolvulacea - Begonia epibaterium - Begonia fagifolia - Begonia glabra - Begonia inconspiqua - Begonia smilacina |